# 拟穿孔薹草
拟穿孔薹草（学名：Carex foraminatiformis）是莎草科薹草属的植物。分布于中国大陆的贵州、四川等地，生长于海拔600米至800米的地区，一般生长在沟边或林下草地，目前尚未由人工引种栽培。